# Володимирський автобус
Володимирський автобус — система автобусного громадського транспорту міста Володимир. Основним перевізником є АТП-10707, а також приватні підприємці. Система складається з міських та приміських маршрутів. Станом на 2020 рік в місті діє 16 маршрутів (з яких є 4 пільгові). У літній період додається маршрут до дачних масивів «Марс» та «Сонячний», а у поминальні дні (православні, в першу неділю після православного Великодня — маршрути до Федорівського цвинтаря). Більшістю приміських рейсів також здійснюються перевезення по місту.

## Історія
Автобусний рух в місті Володимир розпочався у вересні 1939 року, коли до міста було евакуйовано частину варшавського автобусного парку[уточнити]. Стоянка для них була облаштована поблизу перехрестя Луцької та Островецької вулиць.
Регулярний автобусний рух у місті розпочався орієнтовно у 1950-х роках.
У 1954 році відкрито нові автобусні маршрути:
- «Володимир-Волинський — Устилуг»;
- «Володимир-Волинський — Війниця»;
- «Вокзал — МТС».

Перший автобус міста є ЗІС-155.
Маршрути обслуговували автобуси ГАЗ-651 та ЗІС-155. Пізніше перевезення здійснювались за чотирма, а згодом — 5 маршрутами автобусами ЛіАЗ-677.
У 1990-х роках система автобусних перевезень у місті пережила глибоку кризу. Автобуси не курсували за жодним з маршрутів. Наприкінці 1990-х — початку 2000-х років відновлена робота частина автобусних маршрутів, а також активно стали розвиватись маршрутні таксі.
З 3 березня 2015 року підняли ціну до 3₴, а для дітей 1,50₴, мешканцям села Зимне до 3,50₴. Ввечері того ж дня повернули стару ціну.
З 12 березня 2015 року підняли ціну до 2,50₴, а для дітей як раніше 1₴. До села Зимне коштуватиме 3₴, до сіл Шистів, Горичів і Фалемичі - 3,25₴.
З 1 січня 2018 року маршрут № 9 скасований через відсутність перевізника і збитки.
15 квітня 2018 року запустили додаткові рейси на Провідну Неділю і запустили маршрут № 1.
У 2020 році жителька скаржилася на перевізника маршруту № 4 через незрозумілий графік і автобуси у поганому стані.
4 лютого 2020 року підняли ціну до 5₴, а для дітей 3₴.
Під час пандемії COVID-19 дезінфікують автобуси.
З 26 березня по 22 червня 2020 року через пандемію COVID-19, у місті курсував лише відомчий транспорт. 2 червня відновили громадський транспорт, проте за 5 днів обласна комісія ТЕБ і НС щодо перевезень громадського транспорту ініціювала його відміну.
З 23 червня 2020 року відновлена робота громадського транспорту у період карантину.
26 липня 2020 року в міських маршрутах була святкова озвучка в честь 1032-річчя міста Володимир.
З 18 березня по 31 серпня 2020 року через пандемію COVID-19 не курсували маршрути № 7, 16, 20. З 1 вересня 2020 року (Навчальний рік 2020—2021) ці маршрути відновили, щоправда почали курсувати лише в будні (маршрут № 7 і надалі курсує тільки по буднях).
Під час «карантину вихідного дня» (з 14 по 29 листопада) маршрут № 8 не курсував.
27 січня 2021 року на нараді мер Ігор Пальонка з перевізниками вирішили, що маршрут № 8 має бути пільговим, вивчать питання довозу пасажирів до сіл громади (без Веснянки, бо в неї погана якість перевезень), можуть закупити два нові автобуси.
На поминальну неділю у 2021 році Ігор Пальонка заборонив додаткові маршрути, але незабаром дозволив. Курсували маршрути № 1, 8А, 9, 17, 21 (третя пара) і 58/2 (друга пара). Маршрути 1, 17, 9 обслуговував Тищук М. М.
З 7 жовтня 2021 року змінено перевізника маршруту № 4 у зв'язку з тим, що старий перевізник написав заяву щодо розірвання договору на перевезення пасажирів.
28 грудня 2021 року було оголошено Тищука М.М. і Шуба В.Ф. учасниками конкурсу на перевезення пасажирів, який відбудеться 11 січня 2022 року. Буде чергова зміна перевізника маршруту № 4, також відновлення маршруту № 9. Для роботи на даних маршрутах загального користування,ТЗ мають відповідати:
- доступності людей з обмеженими можливостями
- запровадження системи моніторингу та диспетчеризації транспортних засобів (GPS) із застосувнням програмного забезпечення
- можливість подальшого впровадження системи АСООП з 1 січня 2023 року[23].

На Новий Рік та Різдво 2022 року маршрути № 8 та № 13 курсувати не будуть.
З 30 травня 2022 змінено перевізника маршруту № 4, який виграв тендер, який відбувся 11 січня 2022 року. Обслуговується автобусами Iveco 65C14.
9 червня 2022 року обговорюють збільшення ціни до 10₴.
15 червня 2022 року підняли ціну до 10₴, а для дітей 6₴.
8 липня 2022 року КП «Полігон» встановили зупинку громадського транспорту в районі вулиці Наталії Ужвій. Мешканці даної вулиці звертались до Ігоря Пальонки з проханням відновити рух маршруту № 16 до вулиці Наталії Ужвій. Тепер маршрут № 16 курсуватиме туди.
22 серпня 2022 року збільшено кількість пільгових маршрутів. Тепер маршрути № 4, 7, 13, 15 здійснюють пільгові рейси.
З 1 червня 2023 року введено безготівкову оплату.

## Маршрути
|  |  |  |  |  |

|  |  |  |  |  |

|  |  |  |  |  |

|  |

|  |

|  |

|  |

|  |

|  |

|  |

|  |

|  |

|  |  |  |

|  |

|  |

|  |

|  |  |  |  |  |

|  |  |  |  |  |

|  |  |  |  |  |

|  |

|  |

|  |

|  |

|  |

|  |

|  |

|  |

|  |

|  |  |  |

|  |

|  |

|  |

|  |  |  |  |  |

|  |  |  |  |  |

|  |  |  |  |  |

|  |

|  |

|  |

|  |

|  |

|  |

|  |

|  |

|  |

|  |  |  |

|  |

|  |

|  |

|  |  |  |  |  |

|  |  |  |  |  |

|  |  |  |  |  |

|  |

|  |

|  |

|  |

|  |

|  |

|  |

|  |

|  |

|  |  |  |

|  |

|  |

|  |

|  |  |  |

|  |  |  |

|  |  |  |

|  |  |  |

|  |  |  |

|  |  |  |

|  |  |  |

|  |  |  |

|  |  |  |

|  |  |  |

|  |  |  |

|  |  |  |

|  |  |  |

|  |  |  |

|  |  |  |

|  |  |  |

|  |  |  |

|  |  |  |

|  |  |  |

|  |  |  |

|  |  |  |

|  |  |  |

|  |  |  |

|  |  |  |

|  |  |  |

|  |  |  |

|  |  |  |

|  |  |  |

|  |  |  |

|  |  |  |

|  |  |  |

|  |  |  |

|  |  |  |

|  |  |  |

|  |  |  |

|  |  |  |

|  |  |  |

|  |  |  |

|  |  |  |

|  |  |  |

|  |  |  |

|  |  |  |

|  |  |  |

|  |  |  |

|  |  |  |

|  |  |  |

|  |  |  |

|  |  |  |

|  |  |  |

|  |  |  |

|  |  |  |

|  |  |  |

|  |  |  |

|  |  |  |

|  |  |  |

|  |  |  |

|  |  |  |

|  |  |  |

|  |  |  |

|  |  |  |

|  |  |  |

|  |  |  |

|  |  |  |

|  |  |  |

|  |  |  |

|  |  |  |

|  |  |  |

|  |  |  |

|  |  |  |

|  |  |  |

|  |  |  |

|  |  |  |

|  |  |  |

|  |  |  |

|  |  |  |

|  |  |  |

|  |  |  |

|  |  |  |

|  |  |  |

|  |  |  |

|  |  |  |

|  |  |  |

|  |  |  |

|  |  |  |

|  |  |  |

|  |  |  |

|  |  |  |

|  |  |  |

|  |  |  |

|  |  |  |

|  |  |  |

|  |  |  |

|  |  |  |

|  |  |  |

|  |  |  |

|  |  |  |

|  |  |  |

|  |  |  |

|  |  |  |

|  |  |  |

|  |  |  |

|  |  |  |

|  |  |  |

|  |  |  |

|  |  |  |

|  |  |  |

|  |  |  |

|  |  |  |

|  |  |  |

|  |  |  |

|  |  |  |

|  |  |  |

|  |  |  |

|  |  |  |

|  |  |  |

|  |  |  |

|  |  |  |

|  |  |  |

|  |  |  |

|  |  |  |

|  |  |  |

|  |  |  |

|  |  |  |

|  |  |  |

|  |  |  |

|  |  |  |

|  |  |  |

|  |  |  |

|  |  |  |

|  |  |  |

|  |  |  |

|  |  |  |

|  |  |  |

|  |  |  |

|  |  |  |

|  |  |  |

|  |  |  |

|  |  |  |

|  |  |  |

|  |  |  |

|  |  |  |

|  |  |  |

|  |  |  |

|  |  |  |

|  |  |  |

|  |  |  |

|  |  |  |

|  |  |  |

|  |  |  |

|  |  |  |

|  |  |  |

|  |  |  |

|  |  |  |

|  |  |  |

|  |  |  |

|  |  |  |

|  |  |  |

|  |  |  |

|  |  |  |

|  |  |  |

|  |  |  |

|  |  |  |

|  |  |  |

|  |  |  |

|  |  |  |

|  |  |  |

|  |  |  |

|  |  |  |

|  |  |  |

|  |  |  |

|  |  |  |

|  |  |  |

|  |  |  |

|  |  |  |

|  |  |  |

|  |  |  |

|  |  |  |

|  |  |  |

|  |  |  |

|  |  |  |

|  |  |  |

|  |  |  |

|  |  |  |

|  |  |  |

|  |  |  |

|  |  |  |

|  |  |  |

|  |  |  |

|  |  |  |

|  |  |  |

|  |  |  |

|  |  |  |

|  |  |  |

|  |  |  |

|  |  |  |

|  |  |  |

|  |  |  |

|  |  |  |

|  |  |  |

|  |  |  |

|  |  |  |

|  |  |  |

|  |  |  |

|  |  |  |

|  |  |  |

|  |  |  |

|  |  |  |

|  |  |  |

|  |  |  |

|  |  |  |

|  |  |  |

|  |  |  |

|  |  |  |

|  |  |  |

|  |  |  |

|  |  |  |

|  |  |  |

|  |  |  |

|  |  |  |

|  |  |  |

|  |  |  |

|  |  |  |

|  |  |  |

|  |  |  |

## Оплата проїзду
Оплата проїзду здійснюється виключно готівкою водієві при посадці.
В радянський час використовували каси-автомати, що знаходились у салоні автобуса. З початком інфляції, подорожчанням вартості проїзду та відмови від монет в грошовому обігу на початку 1990-х рр. оплата здійснювалась кондуктору, а каси-автомати були демонтовані. Існувала можливість купувати місячні проїздні квитки, з-окрема, учнівські зі знижкою. З появою маршруток усі перевізники запровадили оплату водієві готівкою. Лише на маршрути № 58/2, № 541 і № 74, № 72, № 552, № 552А можна купити квиток на автостанції.

## Вартість проїзду
Станом на березень 2023 року проїзд для дорослих становить:
- 5₴ по селу;
- 10₴ по місту;
- 10₴ між селами;
- 12₴ до села Зимне;
- 10₴ до ДЕУ;
- 15₴ до сіл Фалемичі, Шистів і Горичів;
- 20₴ до дачного масиву «Марс»;
- 25₴ до садівничого масиву «Сонячний»;
- 15₴ до сіл П'ятидні і Хрипаличі;
- для дітей 6₴
- для студентів вартість проїзду становить  як за звичайний квиток дорослої людини.

## Цікаві факти
Тищук М. М. має найбільше маршрутів автобусної системи.
Горун А. А. є не дуже хорошим перевізником маршруту, бо має БАЗ-2215 в критичному стані, буває, що взагалі не курсують автобуси. Зараз він не обслуговує ніякий маршрут, бо він розірвав договір, щодо пасажирських перевезень.
Маршрут № 7 курсує лише в будні дні (раніше курсував щодня).
Маршрути № 16 і № 20 після транспортної блокади стали курсувати лише в будні дні також.
Маршрути № 552 і № 552А курсують лише в будні дні.
Маршрут № 541 курсує до іншого міста (там також є автобусна система).
У місті є автобус Mercedes-Benz O100 City, який є єдиним діючим екземпляром на території України.

## Галерея

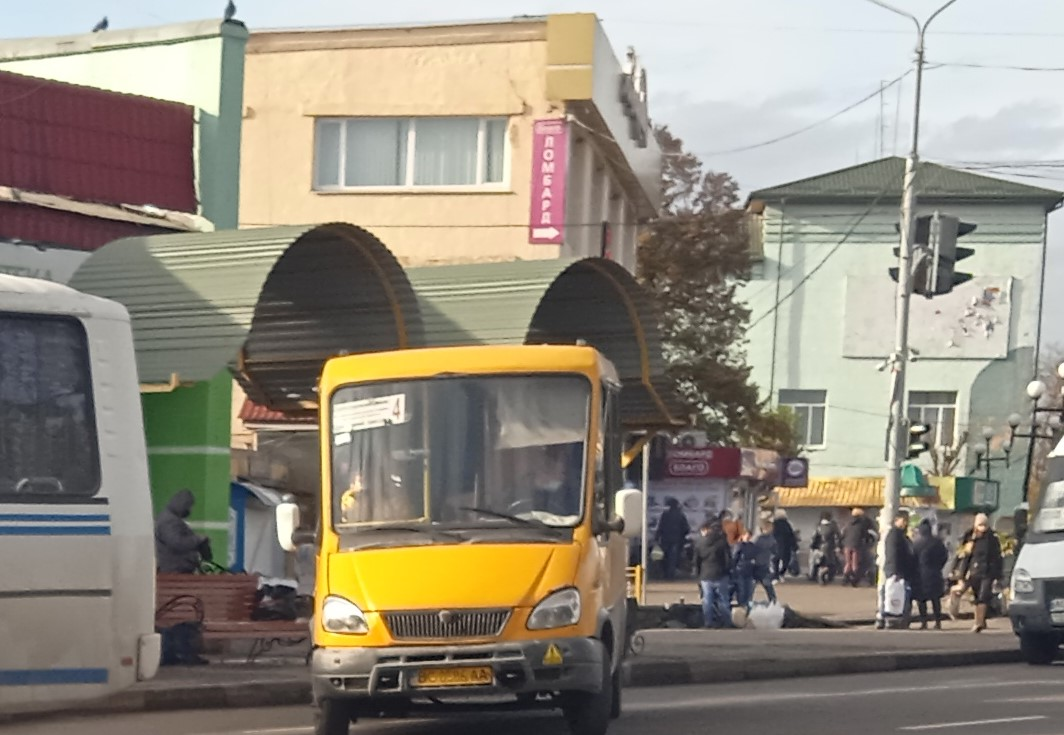
Маршрут № 4
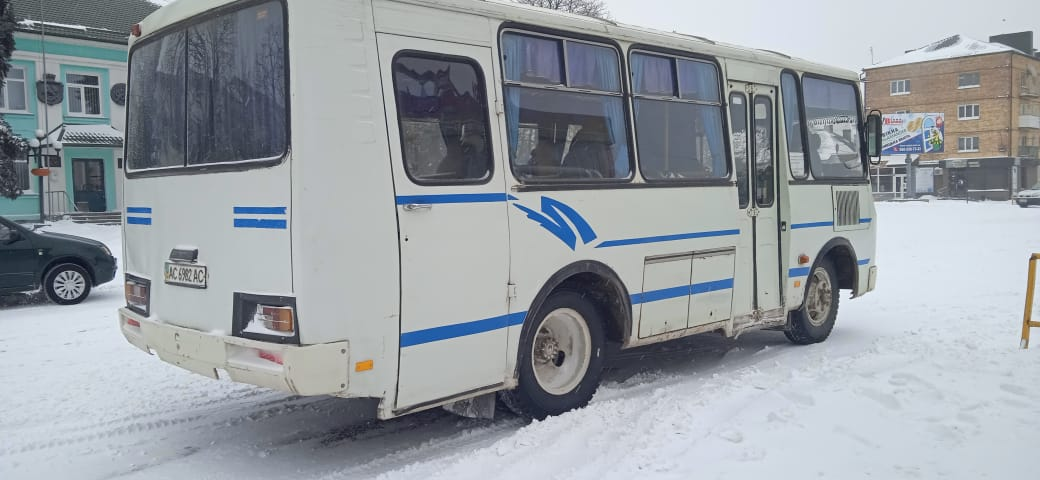
Маршрут № 7
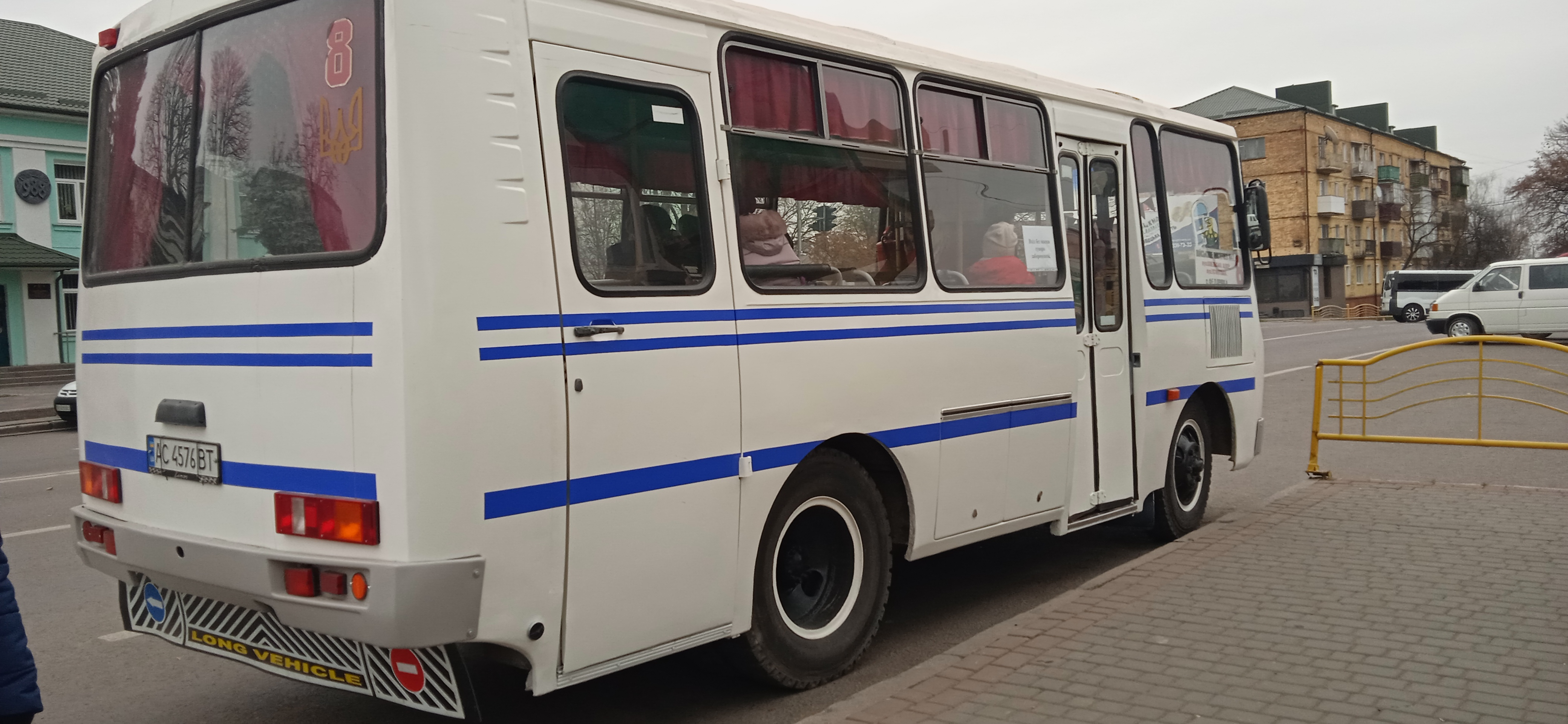
Маршрут № 8
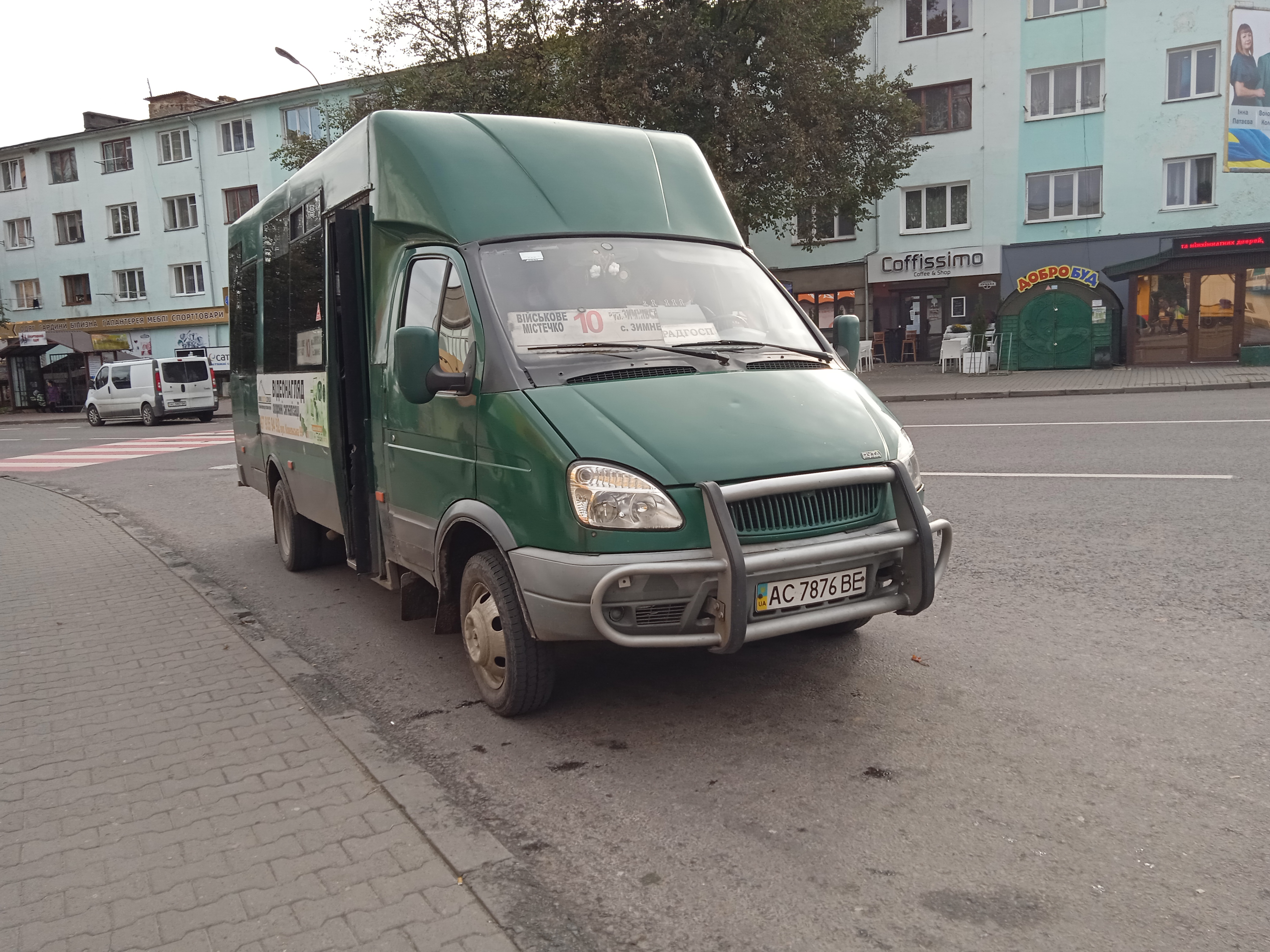
Маршрут № 10
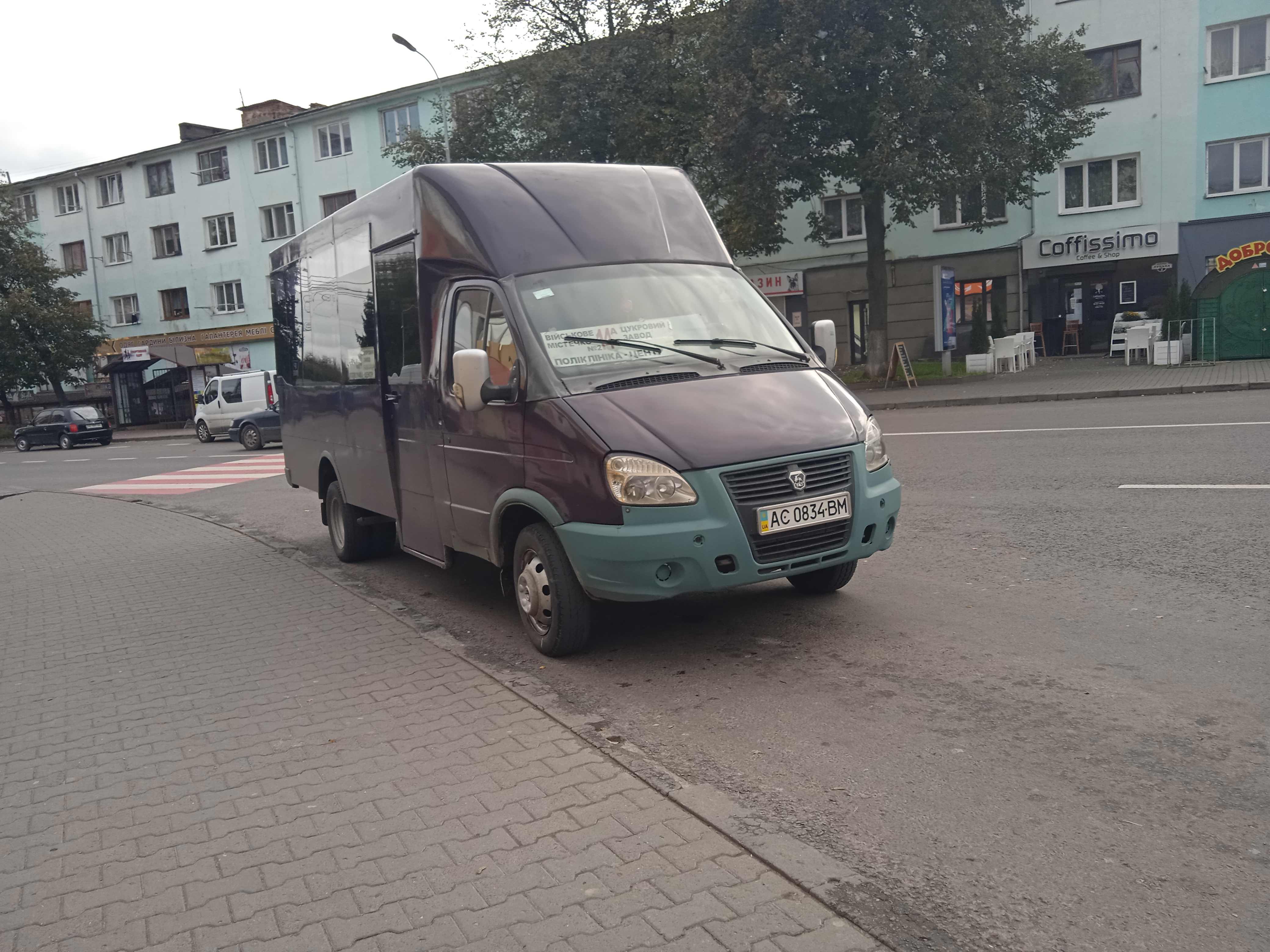
Маршрут № 14А
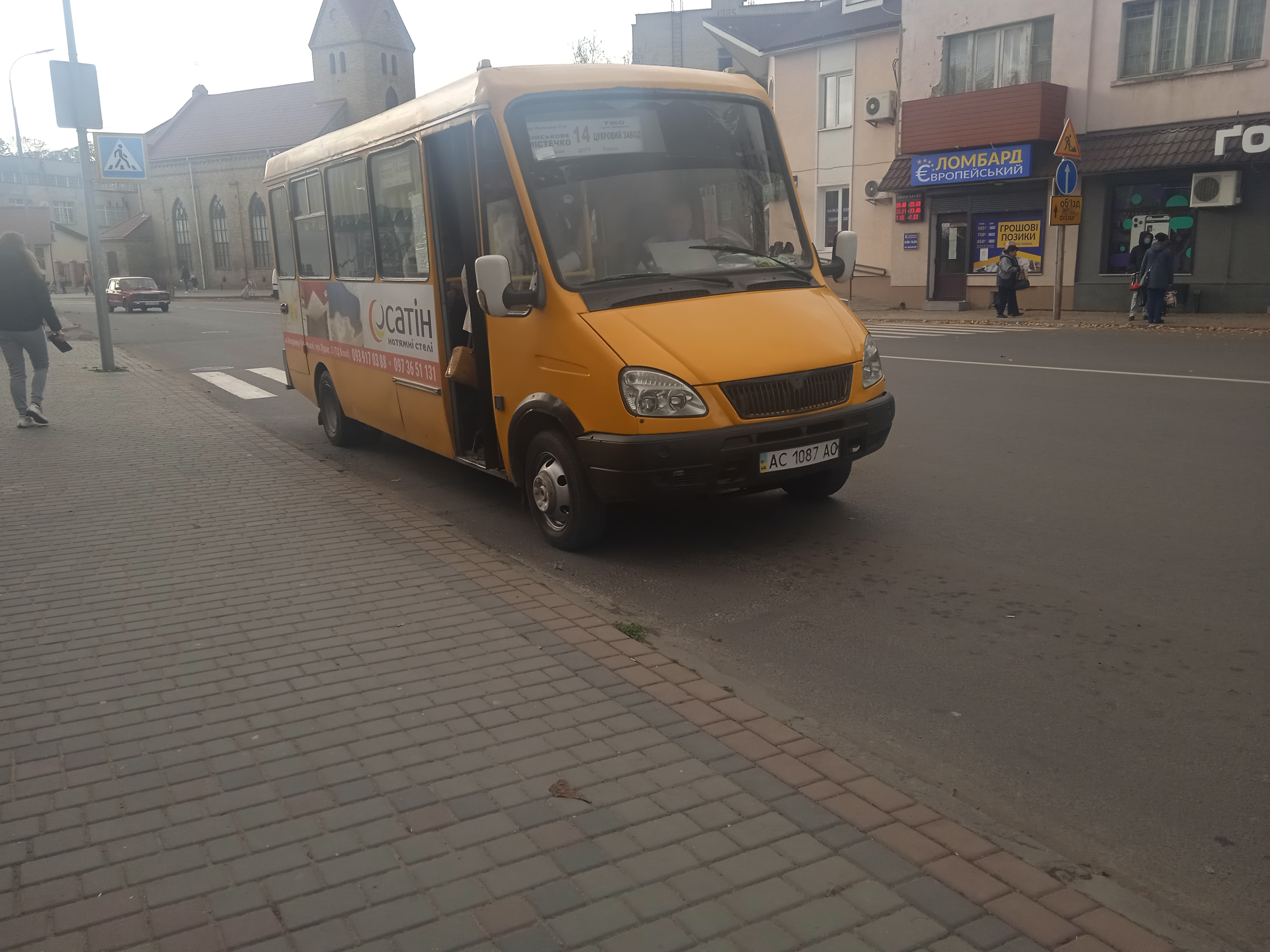
Маршрут № 14
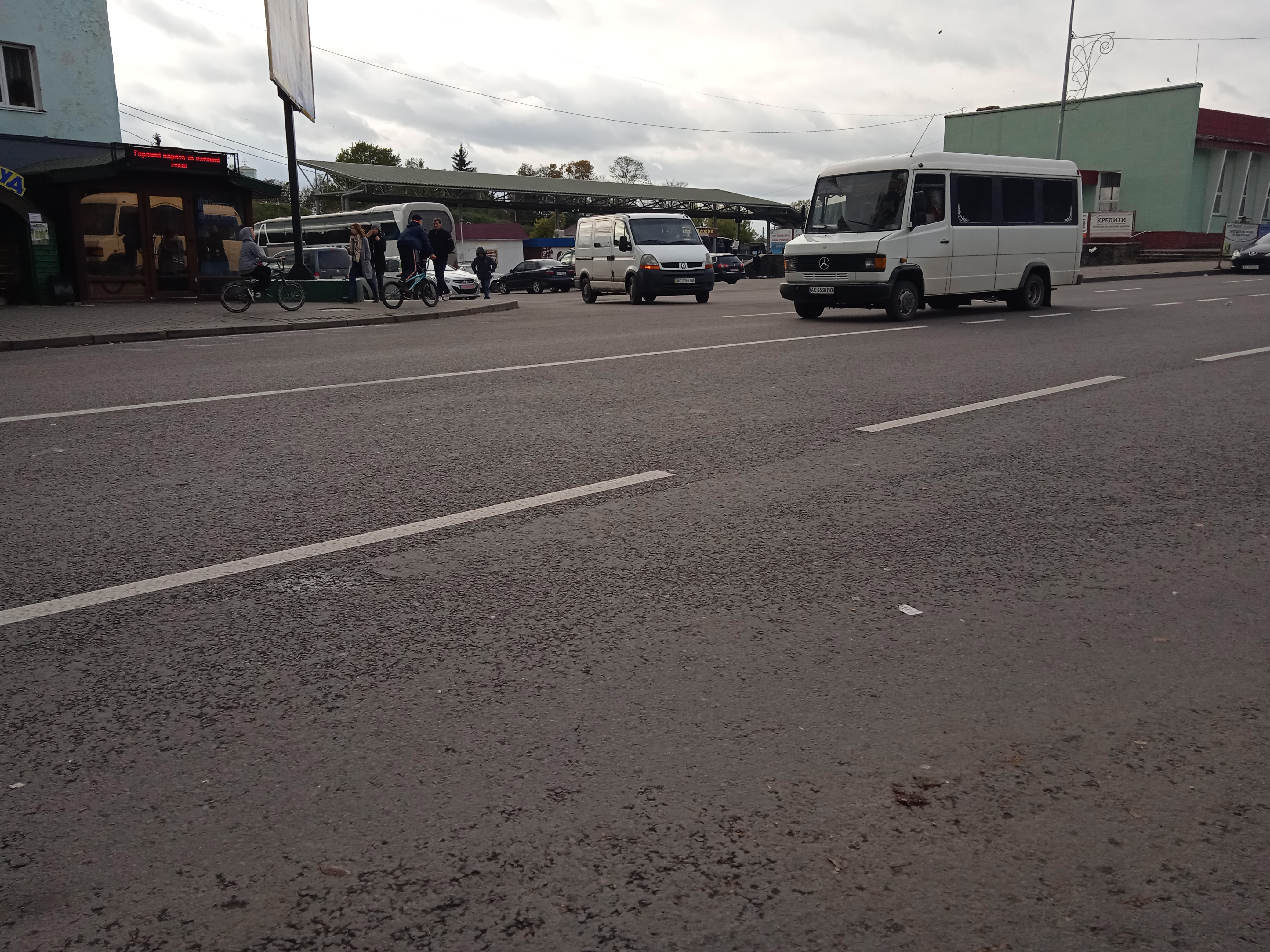
Маршрут № 15
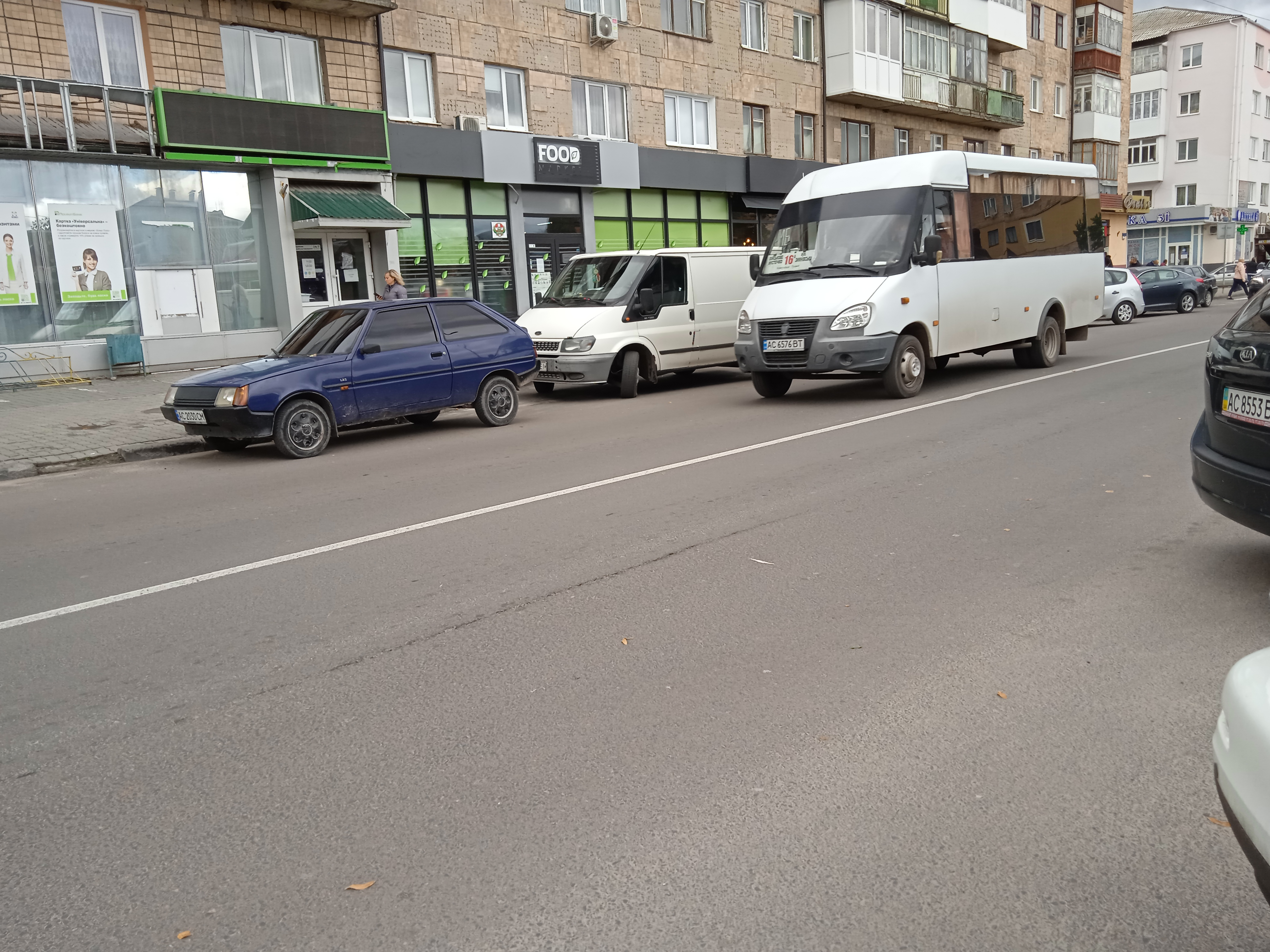
Маршрут № 16А
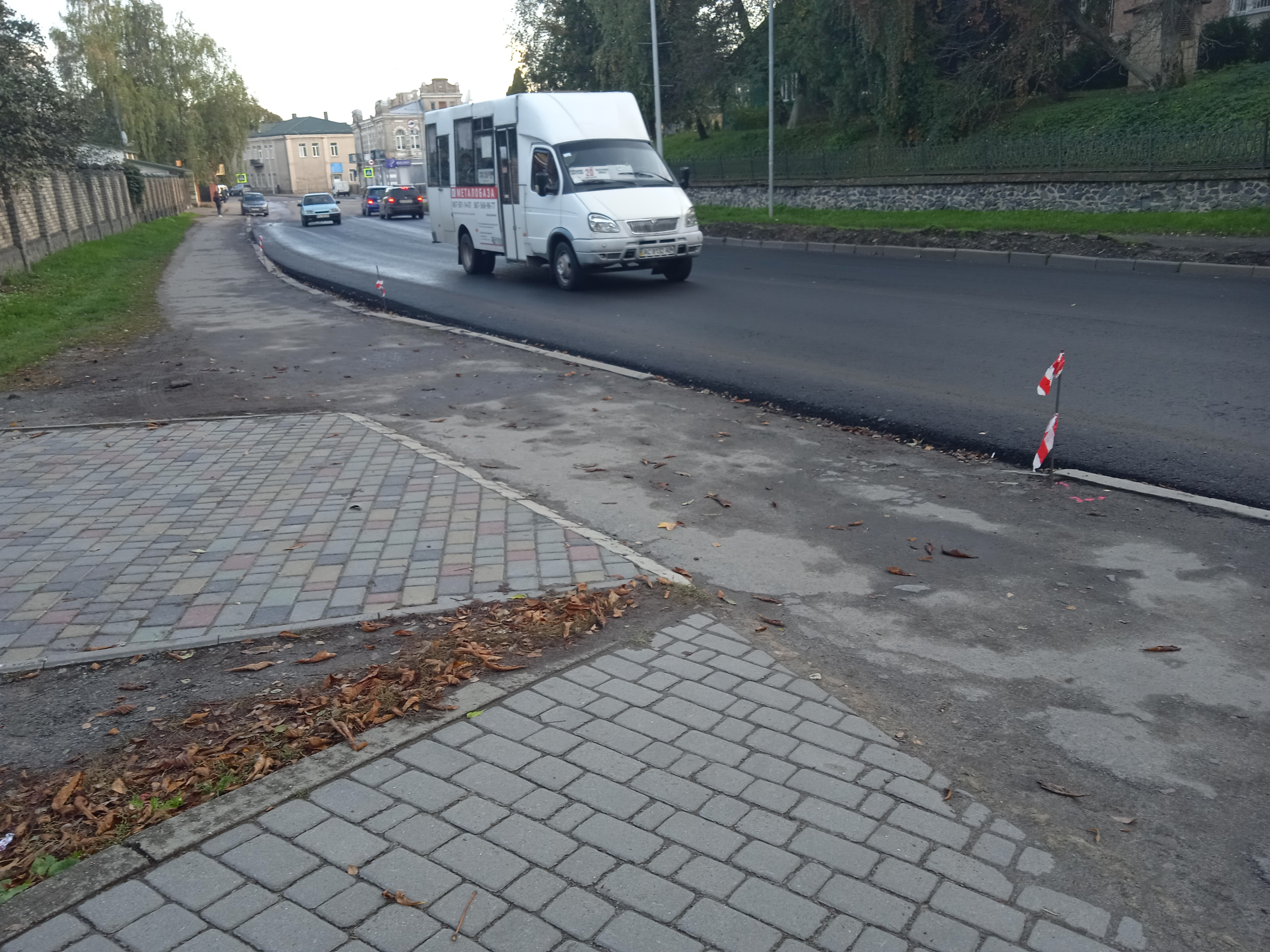
Маршрут № 20
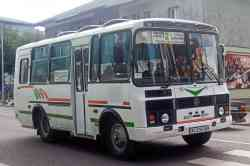
Маршрут № 21